# ぶちラジ!
『ウエストランドのぶちラジ！』は、ウエストランドによるYouTubeおよびPodcastで配信されているラジオ形式のインターネット配信番組。

## 概要
YouTubeで毎週木曜日の20時に更新されているラジオ形式の約30分の番組（Podcastは音声のみ）。普通のラジオと同様、オープニングトークの後に、タイトルコールをし、コーナーを始めるという構成。また、採用されるとステッカーがもらえる。以前は、河本の一発ギャグやコーナーで締めていた。
タイタンの同期、日本エレキテル連合がUstreamで生配信していた「キてる動画をつくる会」で、日本エレキテル連合が買い出しに行ってる約20分の間をトークで繋いでいたのをきっかけとして始まった「ウエストランドのおもながい話」を前身としている。

2011年9月15日にリニューアルという形で配信開始となった。同時にPodcastの配信も開始された。その後ニコニコ動画、YouTube Liveと媒体を移して生配信されていたが、メンバーやスタッフの仕事の都合で配信できない週があったため、現在は事前に収録したものを配信している。
スタッフの思いつきで第338回以降はYouTubeのプレミア公開の機能を使って配信している。
2019年12月12日より、オトバンクが運営しているaudiobook.jpでの配信が開始した。
スピンオフとして、平日（土日以外）毎日更新の「ウエストランド・井口のぐちラジ！」という井口が短めの愚痴を言う動画も配信されていた。こちらはYouTubeのみ。2018年2月には1000回を迎え、それを記念して『みんなありがとう。』と題した公開収録がNaked Loftにて開催された。2019年10月9日を最後に更新されていない。

## 特徴
- リスナーのことを「ソルジャー」と呼ぶ[9]。
- オープニングで流れるジングルは電気グルーヴの石野卓球が作曲したものである[10]。
- ステッカーは、勲章を模したもの[11]など様々なバージョンがあり、不定期に変更される。
- ステッカーとは別に、いい投稿をしたソルジャーには『ぶちラジTシャツ』が贈呈される[12]。#334からは、まぁまぁいい投稿に公開収録で売れ残った『ぶちラジ豆絞り手ぬぐい』が贈呈されるようになった[13]。
- ラジオネームではなく、「ぶちラジネーム」で投稿する[14]。
- 事務所の一室や稽古場を使用していて、近所の子どもの声、救急車のサイレン、工事の音、蝉の声、雨の音など様々な騒音が聞こえることがある。
- GYAO!に内容の一部を切り取った動画がアップされることがある[15]。
- 事務所の先輩・爆笑問題の太田光は、開始当初から聴いており、「キング・オブ・ソルジャー」と呼ばれる。#274では、乱入するかたちで登場した[16]。

## コーナー
教えてウエストランド
ウエストランドの2人への質問のコーナー。
そんなことあります？
井口が口癖で言う「そんなことあります？」というような日常で起こった思わず驚いた事を紹介するコーナー。
ののしり先生
テレビ朝日放送のしくじり先生 俺みたいになるな!!のパロディ。些細な失敗やダメなところを井口が罵ってチャラにするコーナー。
人間のくせに
日々の妬み・嫉み・僻みを相田みつを風に投稿するコーナー。
ソーダコング状態
全国区だと思っていたものがその地域特有のものだったことを紹介するコーナー。
クイズ田中裕二
クイズ好きな田中をあっと言わせるオリジナルのクイズを募集するコーナー。いいクイズは実際に井口が田中に出題することがある。
好きな色はなんですか？
芸人や有名人をもじったぶちラジネームで送ってくる投稿が増えてきたため、捌け口として作ったコーナー。本文には、コーナー名にもなっている「好きな色はなんですか？」など、どうでもいい質問を書く。初回には、一週間で250通ほど集まった。
29才のウエストランド
2人は芸人を始めたのが遅く芸歴の割には年齢が上なので、年齢を言うと引かれてしまう。それを打破するために、これからは29才として生きていくことを決意。そのために、ソルジャーから、29才として恥ずかしくない振る舞いや知識を募集するコーナー。
井口のDM
井口のSNSでの粗相を受けて新設。井口がDMで言ってそうなことを募集するコーナー。開始当初は井口のSNSでの粗相をイジる投稿が多かったが、「しゃれこうべ」を絡めたものが多くなった。
これいけますか？
井口のSNSでの粗相を受けて新設。薄い好意を感じたエピソードを募集するコーナー。
河本太の保護観察
ライブでの河本のおかしな言動をソルジャーから報告してもらい戒めるコーナー。
1巻の設定気になる系マンガ
共感できなかったり、理解できなかったマンガの設定を募集するコーナー。
ふつおた
他のコーナーにないことや思いついたことを投稿するコーナー。
二代目森泉
リファーム業をしている河本が、ソルジャーからのリファームや内装などの悩みに笑い無しで真面目に内装屋視点で答えるコーナー。

## 終了したコーナー
- ウエストランド井口の俺が聞いちゃる
- いぐたんヌーボー
- ぶちオシ！
- Wiki津山
- タイプの奴
- 嘘だと思うだろ！？マジ！
- 上納ツッコミ
- スーパー真理与ブラザーズ
- ぶちテレ企画会議
- フードセンタートミダヤ
- 短いエピソードトークを大声で言う
- 泥にブラインド
- R-1戦略会議
- 公開収録オリジナルメニュー案
- マサカズの祝砲[21] ※不定期でやることがある。
- 職業別悪夢[21]
- お金がない！[21]
- バシコバレフェリー[21]
- 僕らのカリオストロの城[21]
- 井口の裏アカ
- ぼくんちのテレビ棒
- ぶちクラウド
- 田中先輩
- イグポーズ大作戦
- 休みの言い訳[22]
- もろ中学生[22]
- 河本太の挨拶ツッコミ[22]
- 井口爆釣[22]

## 過去のゲスト
- 原菜摘子
- 世IV虎、安川惡斗
- ツインタワー
- 日本エレキテル連合
- エレファントジョン
- 紫雷イオ
- 槙尾ユウスケ（かもめんたる）
- 舘野忠臣（ネコニスズ）
- ヤマゲン（ネコニスズ）
- ゆりありく
- 岩井良明
- SLOTH
- 久保田裕也
- 小澤優人（アントワネット）
- 森本晋太郎（トンツカタン）、鳥山大介
- 小林大輔（株式会社アバンテーベ 取締役社長）
- ベアーズ島田キャンプ
- ニューヨーク
- 三拍子
- 池田勝（ジグザグジギー）
- ドズル、ぼんじゅうる
- 寺島惇太
- カジサック
- 鬼越トマホーク

## 公開収録
およそ年に1回のペースで、新宿ロフトプラスワンにて開催されている。
『ウエストランドのぶちラジ！公開収録』〜ぶちラジの公開収録じゃ！〜
2015年10月27日に開催。ゲストでエレファントジョンの2人と三拍子の久保が出演。この時の模様の一部は、翌週のぶちラジ！として配信された。
『ウエストランドのぶちラジ！公開収録』〜ぶちラジの公開収録じゃ2〜
2016年9月10日に開催。ゲストの出演はなし。前回と同じように、一部は翌週のぶちラジ！として配信された。
『ウエストランドのぶちラジ！公開収録』〜ぶちラジの公開収録じゃ3〜
2017年8月4日に開催。ゲストの出演はなし。これまで通り、一部は翌週のぶちラジ！として配信された。
『ウエストランドのぶちラジ！公開収録』〜ぶちラジの公開収録じゃ4〜
2018年9月8日に開催ゲストの出演はなし。これまで通り、一部は翌週のぶちラジ！として配信された。
『ウエストランドのぶちラジ！公開収録』〜ぶちラジの公開収録じゃ5〜
2019年9月13日に開催。ゲストの出演はなし。これまで通り、一部は翌週のぶちラジ！として配信された
ウエストランドのぶちラジ！公開収録 ６ ～１０周年！もうすぐ５００回！１０周年！～
2021年9月15日に開催。ゲストの出演はなし。これまで通り、一部は翌週のぶちラジ！として配信された。
ウエストランドのぶちラジ！500回記念スペシャル
2021年11月29日に開催。
ウエストランドのぶちラジ！公開収録７
2022年9月11日に開催。

## スタッフ
- 構成：ビル山崎[33]
- 企画・映像：高崎悠介
- 音声・音楽：小宮山隆
- 相談役：猿橋英之、野口悠介
- お目付役：小林大輔[34]